# Namiestnictwo (ZHR)
W ZHR namiestnictwo to jednostka w organizacjach harcerek i harcerzy istniejąca pomiędzy władzami naczelnymi a hufcami, powoływana w sytuacji, gdy dane środowisko nie spełnia wszystkich wymagań stawianych chorągwi. 